# Guillaume Tell (Dalí)
Pour les articles homonymes, voir Guillaume Tell (homonymie).
Guillaume Tell est un tableau réalisé par le peintre espagnol Salvador Dalí en 1930. Cette huile sur toile agrémentée de collages représente de façon surréaliste une scène impliquant le personnage de Guillaume Tell qui symbolise le père. Elle est conservée au musée de Centre Pompidou, à Paris.

## Histoire de l'oeuvre
Salvador Dalí choisit de rejoindre en 1929 le groupe surréaliste et de les rejoindre à Paris. Ce mouvement surréaliste lui permet de renouveler son inspiration picturale et les thèmes de ses tableaux, en s'intéressant aux notions de mythe et à la psychanalyse. Il veut devenir célèbre et n'hésite pas à manier les controverses et les frasques diverses.
Il s'empare du mythe de Guillaume Tell, qu'il associe  à celui d'Œdipe, et à ses propres relations avec son père, avec lequel il est en conflit sur plusieurs points et qui s'est opposé à sa relation avec la jeune femme qui va devenir Gala Dalí.
Ce tableau est peint en 1930,.
Le tableau est conservé au musée national d'Art moderne, à Paris.

## Description
La figure de Guillaume Tell se confond avec celle du père dans l'esprit du peintre, et le mythe symbolise la relation père/fils. Le personnage est menaçant. Il exhibe son sexe et tient dans sa main gauche une paire de ciseaux, symbole de sa volonté castratrice. Son fils, apeuré, se cache le visage,.